# Paracoelichneumon rubens
Paracoelichneumon rubens là một loài tò vò trong họ Ichneumonidae.